# Thị trấn Đá Zanzibar
Thị trấn Đá (tiếng Ả Rập: مدينة زنجبار الحجرية), còn được gọi là Mji Mkongwe (Swahili cho "Thị trấn cổ") là phần cổ nhất của Zanzibar, thành phố chính trên đảo Zanzibar của Tanzania. Phần mới hơn của thành phố được gọi là Ng'ambo để chỉ "Phía bên kia" hay "Thành phố mới". Thị trấn Đá nằm bên bờ tây của đảo Unguja, hòn đảo lớn nhất của Quần đảo Zanzibar. Từng là thủ đô của Vương quốc Hồi giáo Zanzibar và trung tâm buôn bán hương liệu cũng như buôn bán nô lệ thế kỷ 19, nó vẫn giữ được tầm quan trọng như là thành phố chính của Zanzibar trong thời kỳ Anh bảo hộ. Đến khi Tanganyika và Zanzibar kết hợp với nhau để thành lập Cộng hòa thống nhất Tanzania thì Zanzibar vẫn giữ vị thế là khu vực bán tự trị, với Thị trấn Đá là trụ sở của chính quyền địa phương.
Thị trấn Đá có tầm quan trọng lịch sử và nghệ thuật nổi bật ở Đông Phi. Kiến trúc của nó chủ yếu có niên đại từ thế kỷ 19, phản ánh những ảnh hưởng đa dạng trong nền văn hóa Swahili, mang đến một sự pha trộn độc đáo của các yếu tố Ả Rập, Ba Tư, Ấn Độ và Châu Âu. Vì lý do này, thị trấn đã được UNESCO công nhận là Di sản thế giới từ năm 2000. Và thị trấn trở thành một địa điểm đông khách du lịch ở Tanzania, và một phần lớn nền kinh tế của nó phụ thuộc vào các hoạt động liên quan đến du lịch.